# Cyrtochilum confusum
Cyrtochilum confusum är en orkidéart som beskrevs av David Edward Bennett och Eric Alston Christenson. Cyrtochilum confusum ingår i släktet Cyrtochilum, och familjen orkidéer.
Artens utbredningsområde är Peru. Inga underarter finns listade i Catalogue of Life.